# Amy Keys
Amy Keys (* 15. September 1967) ist eine US-amerikanische Sängerin.

## Leben
Amy Keys veröffentlichte 1989 das Soul-Pop-Album Lover’s Intuition beim Label Epic Records, was aber nur bescheidenen Erfolg hatte. Die nächsten Jahre wurde sie als Background-Sängerin tätig und begleitete Acts wie Phil Collins, Toto, Ringo Starr und Johnny Hallyday auf Welttourneen sowie bei Album-Aufnahmen.

## Diskografie

### Album
- 1989: Lover’s Intuition

### Singles
- 1989: Lover’s Intuition
- 1989: I Know What’s Good For You (7" Remix)